# Reserverad

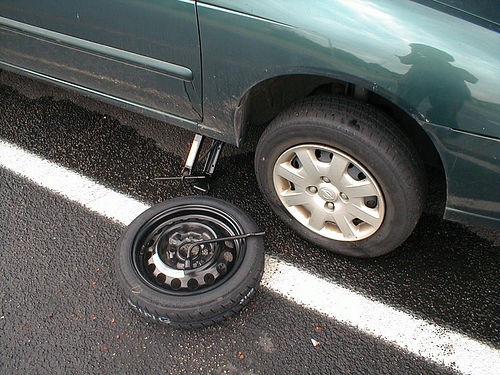
Vor dem Wechsel auf das bereitliegende Notrad. Wagenheber bereits angesetzt.

Ein Reserverad (auch Notrad, umgangssprachlich auch Reservereifen oder Ersatzreifen) ist ein Rad, das die meisten mehrspurigen Kraftfahrzeuge mitführten und auch heute teilweise noch mitführen. Es dient zum Austausch, wenn ein Autoreifen defekt ist. Sehr viele Pkw-Hersteller liefern ihre Fahrzeuge inzwischen jedoch nur noch mit sog. Reifenreparaturkits oder Pannensets in der weiterhin vorhandenen Reserveradmulde aus. In der Frühzeit des Automobils waren Reifenschäden jedoch derart häufig, dass Reserveräder leicht zugänglich außen am Fahrzeug mitgeführt wurden, gelegentlich sogar zwei von ihnen.

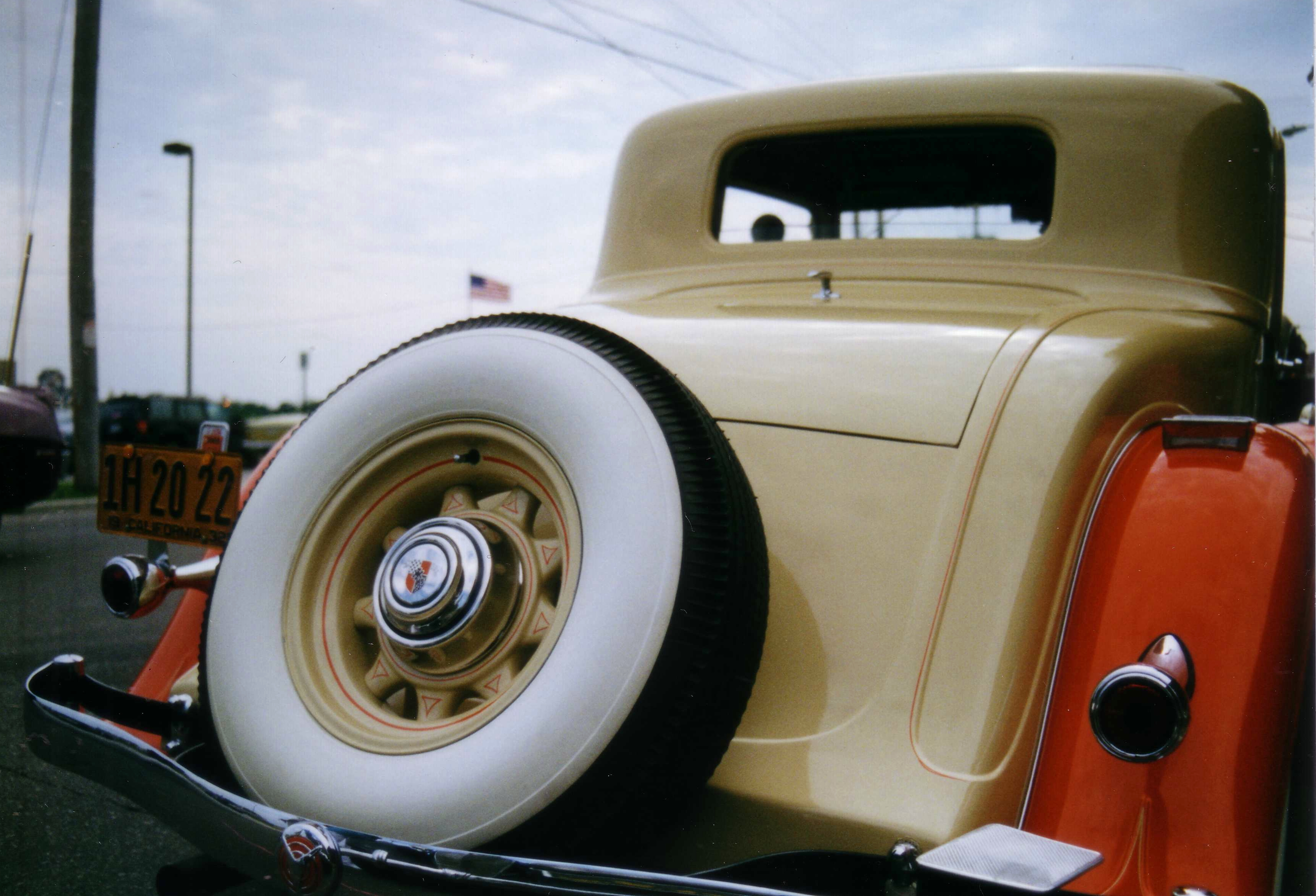
Reserverad am Heck eines Nash 1082R Ambassador von 1923

## Ausführungen

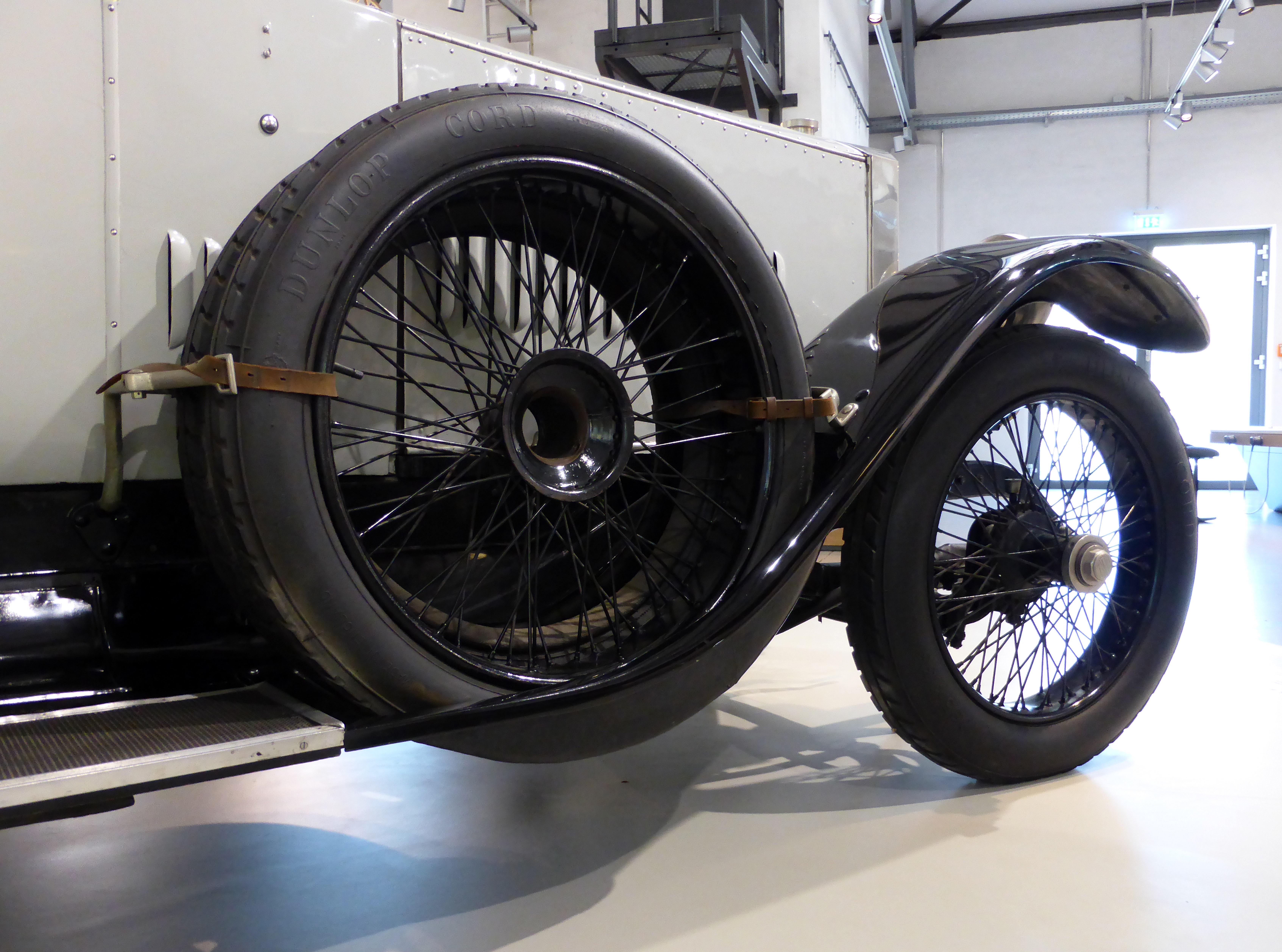
Ersatzrad um 1914

Im Regelfall wird die gleiche Felge wie bei Vorder- und Hinterrädern mit einem Sommerreifen in einer Reserveradmulde im Kofferraum bereitgehalten, gelegentlich auch unter dem Fahrzeug oder im Motorraum. Bei Pkw wird aber auch manchmal aus Platz-, Gewichts- oder Preisgründen ein so genanntes „Sparrad“ (auch Notrad oder Kompaktreserverad) eingesetzt. Das Notrad darf nur bis zur nächsten Werkstatt benutzt werden bei einer maximal zulässigen Geschwindigkeit von 80 km/h bzw. 50 mph.
Einen Sonderfall des Notrads stellt das Notrad mit Faltreifen dar. Im Gegensatz zu dem bei vielen Herstellern verwendeten schmalen Notrad auf einer speziellen Felge wurden Fahrzeuge der Marke Porsche bis Ende der 1990er Jahre mit Noträdern ausgeliefert, die zunächst aus einer serienmäßigen Stahlfelge (vergleichbar mit den Felgen der 1. Generation des Porsche 911) bzw. seit Ende der 1980er Jahre einer Leichtbau-Alufelge bestanden, auf die ein Faltreifen aufgezogen war.
Im Vergleich zum konventionellen Notrad hat das Faltrad, dessen Reifenflanke einmal in der Mitte gefaltet zwischen die Felgenhörner passt, den Vorteil, dass es aufgrund der steifen Original- bzw. Spezialfelge für eine Höchstgeschwindigkeit von 100 km/h zugelassen ist und trotzdem weniger Platz einnimmt als ein komplettes Notrad. Nachteilig ist, dass der Faltreifen vor dem Einsatz erst aufgepumpt werden muss, weshalb zu diesen Fahrzeugen ein mit 12 V betriebener Kleinkompressor mitgeliefert wurde.
Eine neuere Entwicklung stellen Pannensets dar, die aus einer Dichtungsflüssigkeit und einem Kompressor bestehen, um den Reifen notdürftig zu flicken und erneut aufzupumpen. Hierbei sind jedoch einige Einschränkungen zu beachten (Lage und Größe der Schadstelle, Unbrauchbarwerden des Reifens und des evtl. vorhandenen Reifendrucksensors durch das Dichtmittel etc.), weswegen viele Autofahrer im Pannenfall nach wie vor ein Reserve-/Notrad montieren. Mittlerweile bieten viele Reifenhersteller „pannensichere“ Reifen an, mit denen man auch ohne Luft noch eine bestimmte Strecke zurücklegen kann („SSR“, „Run Flat Tire“, „EMT“).
Allen Ausführungen gemein ist die Tatsache, dass man die Fahrt nur so kurz wie möglich und unter größter Vorsicht fortsetzen sollte, um bei der nächsten Werkstatt einen neuen Reifen auf die Originalfelge aufziehen zu lassen. Dies gilt insbesondere auch für vermeintlich vollwertige Ersatzräder, die oftmals wegen eines anderen Fabrikats oder Profils, der falschen Reifengröße oder Laufrichtung oder schlicht wegen mangelnden oder nicht überprüfbaren Luftdrucks nicht länger als unbedingt nötig benutzt werden sollten.
Beim normalen Überprüfen des Luftdrucks sollte man daher auch immer das Reserverad kontrollieren, da es auch bei Nichtbenutzung Luft verlieren kann und im Ernstfall dann nicht einsetzbar ist.

## Radwechsel
Zum Radwechsel braucht man einen Wagenheber und einen Schraubenschlüssel bzw. ein Radkreuz, um die Radmuttern/-schrauben zu lösen und wieder anzuziehen. Beim Anheben des Wagens muss man ihn gegen Wegrollen durch Unterlegen eines Radkeils oder eines geeigneten Holzstückes/Steins sichern. Beim Radwechsel sollte man daher auch immer die Handbremse anziehen sowie einen kleinen Gang beim Schaltgetriebe bzw. die Parkstellung beim Automatikgetriebe einlegen.
Bei LKW lässt sich das zum Wechseln bestimmte Rad oft auch pneumatisch anheben.
Besonders problematisch sind Reifenpannen an der Antriebsachse im Winter. Da das Reserverad meist als Sommerreifen ausgeführt ist, hat es auf Schneefahrbahnen verringerte Haftung. Abhilfe schafft ein doppelter Radwechsel, das heißt, der Reservereifen wird auf die nicht angetriebene Achse montiert und das heruntergenommene, funktionstüchtige Rad auf die Antriebsachse. Danach ist auch ein Anfahren auf Schnee und bei Steigungen möglich. Dieser Zustand sollte aber bei der nächsten Gelegenheit geändert werden, da in Deutschland seit 2006 an die Bedingungen angepasste Bereifung vorgeschrieben ist.

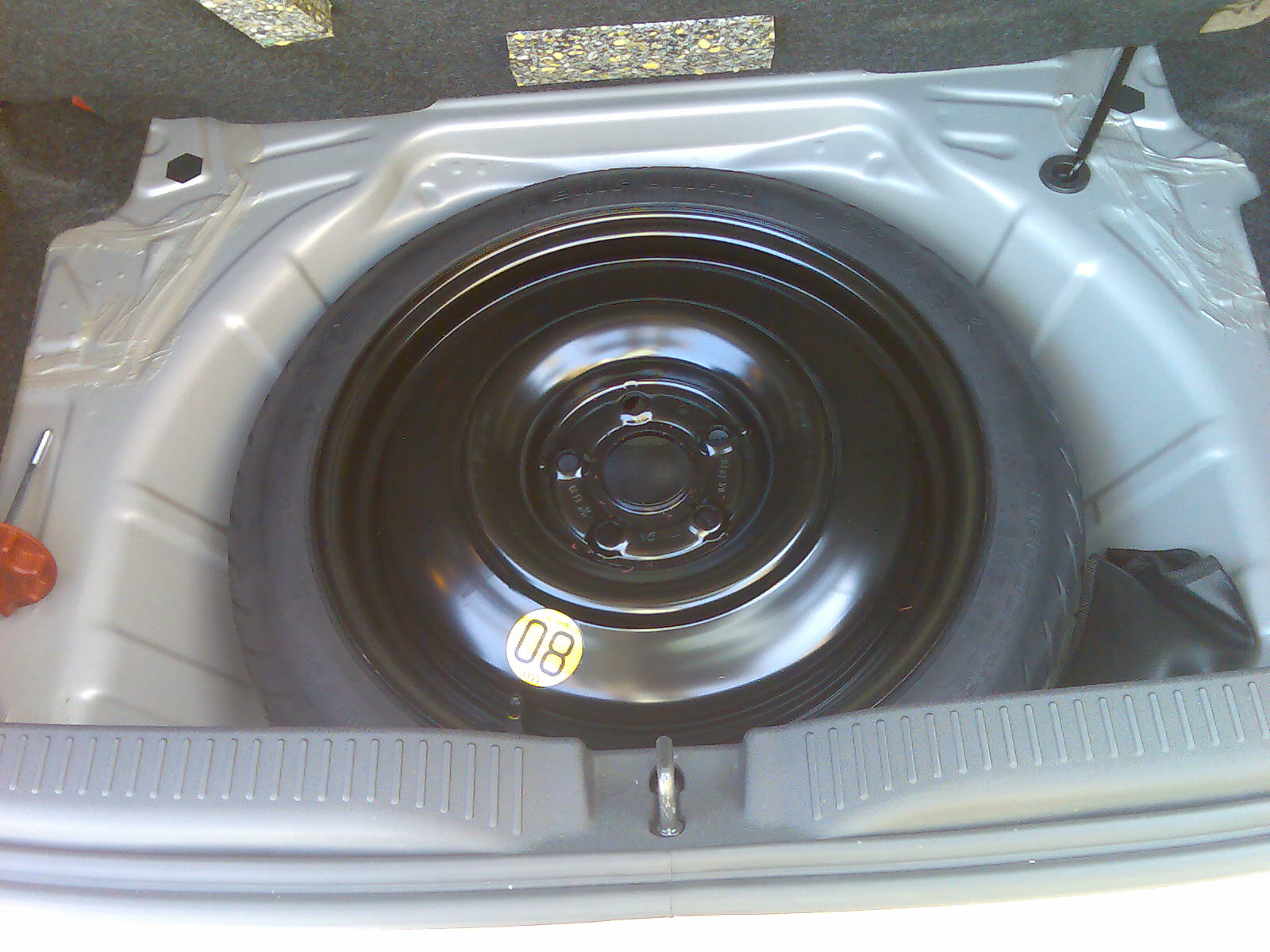
Notrad in Mulde unter der Bodenabdeckung des Kofferraums in einem Toyota Auris

## Statistik
Der Versuch der Kraftfahrzeugindustrie, das Reserverad aus Kosten-, Platz- und Gewichtsgründen wegzurationalisieren und z. B. durch ein Pannenset zu ersetzen, scheiterte in der Vergangenheit vielfach am Widerspruch der Autofahrer. Viele von ihnen wollen nicht auf ein Reserve- oder Notrad verzichten. Dennoch setzt es sich bei den Autoherstellern immer weiter durch, standardmäßig nur noch Pannensets auszuliefern, jedoch unter Beibehaltung der Reserveradmulde, so dass die Käufer Not-/Ersatzräder als kostenpflichtige Option hinzu- oder nachbestellen können (Stand 2015). Im Jahr 2019 waren von 4,25 Mio. vom ADAC bearbeiteten Pannen 7,4 % auf einen Reifenschaden zurückzuführen und zeigten damit eine steigende Tendenz, während 41,8 % allein durch die Batterie zustande kamen.

## Rechtslage
In Deutschland ist es nicht gesetzlich vorgeschrieben, ein Reserverad oder ein Reifenreparaturset im Kraftfahrzeug mitzuführen. Bei außen an Kraftfahrzeugen befestigten Ersatzrädern sind besondere Halterungen nach § 36a Abs. 3 StVZO notwendig.

## Alternativen
Als Alternative zu Reserverädern und Pannensystemen ist das ausfallsichere Rad bekannt, mit dem man ohne Unterbrechung die Fahrt fortsetzten kann.